# Medaglia dei feriti

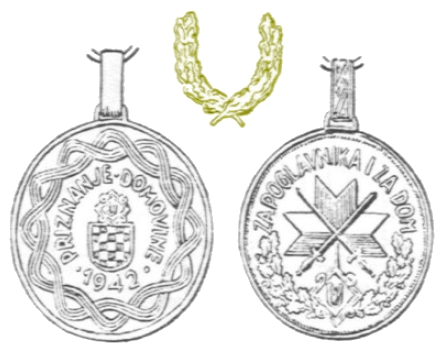
Medaglia dei feriti

La medaglia dei feriti fu istituita "in onore di chi, come difensore della patria, avesse riportato ferite in combattimento contro il nemico". Con la medaglia d'oro dei feriti venivano premiati coloro che avevano il 61% (o più) del corpo in stato di disabilità fisica e i caduti.
Il numero di ferite riportate veniva contrassegnato con uno, due o tre nastri blu, e per coloro che avevano subito più di tre lesioni, venivano assegnate decorazioni con foglie di quercia.

## Altro
- Odlikovanja Hrvatska (Croazia decorazioni) (Mr. SC. Stjepan Adanić, maggiore generale Krešimir Kašpar, Prof. ssa Boris Prister.